# Kinglake-Nationalpark
Der Kinglake-Nationalpark ist ein Nationalpark im Süden des australischen Bundesstaates Victoria, 50 km nordöstlich von Melbourne.

## Geologie
Die Bachtäler des Steels Creek und des Diamond Creek, beides Nebenflüsse des Yarra River, bestehen aus geschichtetem Sediment, das Fossilien aus der Zeit, in der das Gebiet noch Meeresgrund war, enthält.

## Fauna
Man findet im Park Wallabys, Kängurus, Wombats, Possums und Ameisenigel. Darüber hinaus gibt es viele Vogelarten, z. B. Kakadus, wie den schwarzen und Rotkopf-Gelbhaubenkakadu, den Königssittich, den Plattschweifsittich und den Leierschwanz.

## Flora
Vor den Black Saturday stand im Kinglake-Nationalpark der höchste Baum in Victoria. Der Eukalyptus der Species Mountain Ash (Eucalyptus regnans) war 91,6 m hoch (Messung 2002) und soll seit dem Waldbrand des Black Thursday 1851 gewachsen sein. Er stand im abgeschlossenen Einzugsgebiet des Wallaby Creek im nordwestlichen Teil des Parks.

## Einrichtungen
Im Park finden sich viele Wanderwege, zum Teil auch mit Rollstühlen benutzbar, sowie Zeltplätze. Am Picknickplatz Masons Falls kann man Wasserfälle und ursprüngliche Flora beobachten.

## Geschichte
Die Gegend wurde Anfang des 20. Jahrhunderts ausgeholzt, wovon man heute noch Spuren in Gestalt von Kerben an Bäumen und einem Sägespanbunker sieht.
Im Januar 2006 wurden Teile des Parks nördlich der Siedlung Kinglake durch einen Waldbrand zerstört, der durch Blitzschlag während eines schweren Gewitters ausgelöst wurde. Das Feuer schloss die Stadt ein und wütete schon in wenigen Hundert Meter Abstand zur nördlichen Stadtgrenze. Weitere Gewitter und der Einsatz von freiwilligen Feuerwehrkräften rettete schließlich die Stadt.
Bei den Buschfeuern 2009 wurden 98 % des Parks schwer geschädigt. Der größte Teil der Stadt Kinglake wurde zerstört und fast 100 Tote waren zu beklagen. 2010 schritten die Wiederaufbauarbeiten fort und der Park wird Stück für Stück wieder geöffnet.